# Макушенко, Иван Семёнович
Иван Семёнович Макушенко (настоящая  фамилия — Макуха) (укр. Іван Семенович Макушенко; 30 марта 1867, Лысянка Звенигородского уезда Киевской губернии Российская империя (ныне Черкасская область — 7 июня 1955, Киев) — украинский советский живописец и педагог.

## Биография
Родился  в крестьянской семье. В 1892—1897 годах как вольный слушатель учился живописи в Высшем художественном училище при Императорской Академии художеств под руководством И. Е. Репина, окончив академию получил звание неклассного художника. В 1900 году за картину «Воскресенье в Малороссии» ему было присвоено звание художника.
С 1904 работал на Украине, в 1905—1919 преподавал в Киевской художественной школе, с 1934 — в Киевском художественном институте (ныне Национальная академия изобразительного искусства и архитектуры).

## Творчество
Картины И. С. Макушенко написаны в передвижнических традициях.
На своих картинах И. Макушенко изображал жизнь крестьян, быт и природу Украины, родного края. Участник более четырёхсот художественных выставок, 50 персональных выставок.
Его произведения экспонировались в Австралии, Алжире, Англии, Индии, Ираке, Канаде, Италии, Ливии, Колумбии, Швейцарии, США, Франции, Японии.
Воспитал ряд талантливых художников.

## Избранные картины
- «Праздник на Украине» (1900),
- «Перед праздником» (1904),
- «Бабушка с девочкой»,
- «Крестьянка с мальчиком» (1936),
- «Лирник в селе»  (1938),
- «У печи»,
- «Дочка»,
- «Старый»,
- «Пейзаж с рекой»,
- «Сбор овощей для Красной Армии»,
- «Письма с войны»,
- «Будущие парашютисты».

Его произведения хранятся, в частности, в Лисянском историческом музее и Национальном музее во Львове им. Андрея Шептицкого.